# Uthred (évêque de Llandaff)
Pour les articles homonymes, voir Uhtred.
Uthred est un prélat chrétien mort en 1148. Il est évêque de Llandaff, au pays de Galles, de 1140 à sa mort.

## Biographie
Les origines d'Uthred sont inconnues, bien que son nom suggère un lien avec le Nord de l'Angleterre. Il semble avoir occupé le rang d'archidiacre auprès de l'évêque de Llandaff Urbain. Il lui succède en 1140, six ans après sa mort.
La carrière d'Uthred est marquée par des relations difficiles avec le clergé du diocèse de St David's et avec celui de l'abbaye de Gloucester. Il est suspendu de son poste pendant un certain temps par l'archevêque de Cantorbéry Thibaut du Bec. Dans la sphère séculaire, il entretient de bonnes relations avec le comte anglais Robert de Gloucester, seigneur de Glamorgan (en), et donne en mariage sa fille Angharad au prince gallois Iorwerth ab Owain (en), un descendant de la lignée royale du Gwent.
Uthred meurt en 1148. Son fils Robert tente en vain de lui succéder comme évêque au détriment de Nicholas ap Gwrgan.